# Sheila Vand
Sheila Vand (Los Angeles, 27 april 1985) is een Amerikaans actrice van Perzische afkomst.

## Biografie
Sheila Vand werd in 1985 geboren in de buitenwijken van Los Angeles en groeide op in Palo Alto (Californië). Haar ouders waren Iraanse immigranten. Ze studeerde ze af aan de UCLA School of Theater, Film and Television in de richting "theater en regie".
Ze werd bekend door haar rol in 2012 in de Oscar-winnaar Argo van Ben Affleck. Vand maakte haar debuut op Broadway in 2011 in Bengal Tiger at the Baghdad Zoo dat genomineerd werd voor de Pulitzerprijs.

## Filmografie

### Films
- In the Dark (kortfilm, 2008)
- Peter and the Mischievous Hanky (2009)
- Bold Native (2010)
- Passing On (kortfilm, 2010)
- Ketab (kortfilm, 2010)
- Girlfriend (2010)
- Pashmaloo (kortfilm, 2011)
- This is Caroline (kortfilm, 2012)
- Argo (2012)
- A Girl Walks Home Alone at Night (2014)
- Whiskey Tango Foxtrot (2016)
- Woman Who Kill (2016)

### Televisie
- Life (1 afl., 2007)
- Prom Queen (27 afl., 2007-2012)
- NYC 22 (1 afl., 2012)
- Cult (2 afl., 2013)
- State of Affairs (13 afl., 2014-2015)